# Dee Bost
Demarquis "Dee" Bost (Concord (Carolina do Norte), 12 de outubro de 1989) é um basquetebolista profissional estadunidense que atualmente defende o AS Mônaco na Liga Francesa e Liga dos Campeões.